# Breed (Wisconsin)
Breed es un pueblo ubicado en el condado de Oconto en el estado estadounidense de Wisconsin. En el Censo de 2010 tenía una población de 712 habitantes y una densidad poblacional de 7,69 personas por km².

## Geografía
Breed se encuentra ubicado en las coordenadas 45°4′20″N 88°25′28″O / 45.07222, -88.42444. Según la Oficina del Censo de los Estados Unidos, Breed tiene una superficie total de 92.64 km², de la cual 92.05 km² corresponden a tierra firme y (0.64%) 0.59 km² es agua.

## Demografía
Según el censo de 2010, había 712 personas residiendo en Breed. La densidad de población era de 7,69 hab./km². De los 712 habitantes, Breed estaba compuesto por el 97.19% blancos, el 0% eran afroamericanos, el 0.84% eran amerindios, el 0% eran asiáticos, el 0.28% eran isleños del Pacífico, el 0.42% eran de otras razas y el 1.26% pertenecían a dos o más razas. Del total de la población el 0.56% eran hispanos o latinos de cualquier raza.